# Ipiaçu
Ipiaçu là một đô thị thuộc bang Minas Gerais, Brasil. Đô thị này có diện tích 469,662 km², dân số năm 2007 là 4191 người, mật độ 8,4 người/km².